# Naucrazio
Naucrazio (in greco antico: Ναυκράτιος?; fl. IV secolo) è stato un santo romano.
Figlio di Basilio il Vecchio e Emmelia di Cesarea, era il fratello minore di Macrina la Giovane e Basilio il Grande, e il fratello maggiore di Gregorio di Nissa e Pietro di Sebaste. Si distinse sia per la sua cultura che per la devozione cristiana, come eremita di vita attiva.

## Biografia
Le poche notizie biografiche provengono dalla Vita di Macrina di Gregorio:
Sebbene fosse un oratore talentuoso, nel 352 Naucrazio abbandonò la carriera per diventare un eremita non lontano dalla tenuta di famiglia ad Annesi.
Si impegnò in due compiti. Il primo era prendersi cura di sua madre; il secondo, provvedere ad alcune persone anziane e povere che vivevano vicino a lui. Divenne un abile cacciatore. Raymond Van Dam afferma che il tempo trascorso da Naucrazio vicino alla natura ricordava quello dei suoi nonni, che per un certo periodo fuggirono nelle foreste per evitare la persecuzione.
Per cinque anni, Naucrazio fece ogni sforzo per assicurarsi che sua madre fosse felice, finché un giorno del 357, dopo essere partito per una delle spedizioni con cui provvedeva al sostentamento degli anziani a lui affidati, Naucrazio e Crisapio morirono in un incidente di caccia. La morte improvvisa di Naucrazio fu uno shock per l'intera famiglia. Basilio tornò da Atherns poco prima o poco dopo la morte di Naucrazio. Anna Silvas ha suggerito che fu la morte di Naucrazio a riportare Basilio a casa. Quello stesso anno Basilio si trasferì nel suo eremo nella tenuta.

## Organizzazioni
L'Ordine di Naucrazio è un'organizzazione della diocesi episcopaliana del Michigan occidentale che mette in contatto cacciatori e pescatori che condividono il loro bottino con chi ha fame, attraverso programmi locali e Chiese impegnate nel procurare cibo per i bisognosi.